# Marylebone Station
Marylebone Station eller London Marylebone er en National Rail- og London Underground-station i det centrale London. Den er placeret midtvejs mellem fjerntogsstationerne Euston og Paddington, cirka 1,6 km fra hver.
Marylebone åbnede i 1899, og er derved den yngste af Londons store fjerntogsterminaler, og ligeledes en af de mindste, med kun halvt så mange spor som oprindeligt planlagt. Det er også den eneste Londonterminal, der udelukkende betjener dieseltog, da banerne hertil ikke er elektrificerede. Fra 1967 og mange år var stationen kun betjent af dieseltogsæt. Lejlighedsvis besøger særtog trukket af enten diesel- eller damplokomotiver Marylebone.
To nye perroner er åbnet for nylig for at højne stationskapaciteten samt håndtere flere passagerer. Marylebone ligger i takstzone 1.

## Lokalitet
Stationen ligger lige ved Marylebone Road, en stor færdselsåre i Marylebone-området i det centrale London. I nærområdet ligger attraktioner som Regent's Park, Lord's Cricket Ground, Baker Street og Madame Tussauds.

## National Rail
Fjerntogsstation har seks perronspor; to oprindeligt bygget i 1899, to indsat i den tidligere kørevej, og to bygget i september 2006. Den seneste tilføjelse har medført at Marylebone ikke længere er den mindste jernbaneterminal i London, mens den bortset fra den nu lukkede Waterloo International (erstattet af sækbanegården på St Pancras Station, der åbnede i november 2007) stadig er den nyeste. Det er den eneste ikke-elektrificerede terminal i London. Marylebone bliver bestyret af Chiltern Railways, hvilket gør den til den eneste London terminalstation, der ikke er bestyret af Network Rail (en udmærkelse der tidligere var delt med London Blackfriars, der forvaltes af First Capital Connect; ved arbejdet på Blackfriars i forbindelse med Thameslinkprogrammet er endestationsperronerne blevet fjernet).
Togene på stationen opereres udelukkende af Chiltern Railways, der betjener Chiltern Main Line og London to Aylesbury Line med ruter til High Wycombe, Aylesbury, Bicester, Banbury, Leamington Spa, Stratford-upon-Avon, Birmingham (Snow Hill) og Kidderminster.
Omkring 11,6 millioner passagerer benyttede Marylebone i 2006/2007-sæsonen, hvilket er en stigning på 4,8 millioner i forhold til 2005/2006-sæsonen. Altså en stigning på 70 % på bare ét år. Dette gør den til Londons hurtigst voksende passagerterminal målt på vækst i procent.

### Historie

#### Før 1958 – GCR og LNER
Stationen åbnede den 15. marts 1899, og var endestation for Great Central Railways nye hovedbaneforlængelse til London — den sidste store jernbane, der blev ført ind til London før High Speed 1. Henry William Braddock, ingeniør hos Great Central Railway, designede stationen. Designet er en beskeden lokal version af "Wrenaissance"-stil, hvis popularitet skyldes arbejde udført at Norman Shaw. Stationen harmoniser med sine beboelsesomgivelser med hollandske gavle, indeholdende vare murstens- og cremefarvede sten.
Oprindeligt var Marylebone planlagt med 10 perronspor,[kilde mangler] men bygningens omkostninger var meget højere, end hvad GCR forventede, og var tæt på at medføre en konkurs til selskabet, hvorved stationen blev skaleret ned til blot 4 perronspor; tre inde i banegårdshallen og et vest herfor (platform 4). Forhallen er usædvanlig langt og havde, i omkring 50 år, kun tre vægge – den nordlige væg manglede, da GCR forventede at de seks andre perronspor ville blive bygget senere under en forlænget banegårdshal. Londonforlængelsens omkostninger betød også at Great Central Hotellet blev bygget udenfor stationskomplekset og af et andet selskab.
Great Central Railway forbandt London med High Wycombe, Aylesbury, Rugby, Leicester, Nottingham, Sheffield og Manchester. Lokaltog fra det nordvestlige Middlesex, High Wycombe og Aylesbury ender også på Marylebone.
Passagertrafikken på GCR blev aldrig overvældende, muligvis fordi det var den sidste hovedbane, der blev bygget, hvilket medførte de havde svært med at konkurrere mod de mere etablerede rivaler (især Midland Railway og deres endestation St Pancras) om de lukrative InterCity-tog. Derudover føres banen i 65 km mellem Aylesbury og Rugby gennem tyndt befolket landområde, hvorved der var få passagerer at tiltrække på de mellemliggende stationer. GCR havde også svært ved at konkurrere med Metropolitan Railway om anden og tredje klasse-trafikken fra nærliggende byer som Harrow, Chesham og Aylesbury. Imidlertid havde GCR den bedste første klasse-rejse mellem disse byer, der både var hurtig, pålidelig og luksuriøs sammenlignet med "the Met". På grund af de lave passagertal er Marylebone betegnet som den behageligste og mest stille af Londons terminaler, hvilket bliver understreget af den nuværende togoperatør (Chiltern Railways).
Mens passagertrafik var sparsom, blev banen benyttet i stor stil til gods, især kul, og godstog køre fra Nordengland og East Midlands til det tidligere Marylebone godsdepot, der tidligere grænsede op til stationen. Banens storhedstid lå mellem 1923, hvor GCR var indlemmet i LNER og 1948, hvor LNER blev nationaliseret ind i BR Eastern Region. Som følge heraf besøgte mange prestigefyldte lokomotiver, såsom Flying Scotsman, Sir Nigel Gresley, og Mallard, der kørte på East Coast Main Line, ofte banen. Der kørte også særtog til Skotland på banen.

#### 1958 til 1980'erne –nedskæringerne
Der blev færre Langdistancetog fra Marylebone fra 1958 og frem efter skiftet fra BR's Eastern Region til London Midland Regionen (på trods af at Marylebone selv, og de første kilometer af rute, havde hørt under Western Region siden 1950), da den tidligere Great Central Main Line blev betragtet som en kopi af Midland Main Line. Imens blev Master Cutler, banens daglige lyntog London-Sheffield, omledt til London King's Cross og derfra køres via East Coast Main Line. Fra 1960 var der ingen tog til destinationer nord for Nottingham i dagtimerne, og mange lyntog blev skåret væk. Fra 1963 stoppede de lokale stoptog, der kørte længere end Aylesbury, og de fleste mellemliggende stationer havde lukket, og i 1965 blev godsbetjeningen ligeledes indskænket. Mellem 1960 og 1966 kørte kun nogle enkelte "semi-hurtige" langdistancetog, hovedsageligt damptrukket af LMR 'Black 5s' – dagene med Great Central som ægte hovedbane var ovre. I 1966 lukkede den tidligere Great Central Main Line mellem Aylesbury and Rugby som en del af nedskæringsplanen "The Beeching Axe". Dette betød at Marylebone nu kun var endestation for lokaltogene til Aylesbury og High Wycombe. Lukningen af GCR var den største enkeltstående jernbanelukning under Beeching-æraen.
Efter 1960'erne medførte mangel på investeringer at lokaltogene og selve stationen i stigende grad blev nedslidt. Marylebone blev det bedste sted i London til at se historiske tog. I begyndelsen af 1980'erne blev det foreslået at lukke Marylebone og omlukke British Rail-togene via High Wycombe til nærliggende Paddington, og forlænge Metropolitan line til Aylesbury, så Londontog via Amersham ville føres til Baker Street. Marylebone skulle herefter konverteres til en fjernbusterminal, hvor sporene ville blive til busbaner. Disse planer ville dog være upraktiske og blev tiet ihjel.

#### 1980'erne og frem – succes
I slutningen af 1980'erne skete der en større kovending i stationens held, da British Rail besluttede at omdirigere mange tog fra den propfyldte Paddington Station til Marylebone. Station fik et facelift til mange millioner pund, finansieret ved salget af den tilhørende godsbanegård og en grund, der tidligere var benyttet af perroner udenfor banegårdshallen (spor 2 i 1899, spor 4 efter de nuværende spor 2 og 3 blev bygget på en tidligere kørevej). Den aldrende togflåde (Litra 115) på lokalbetjeningerne blev erstattet af en flåde af state-of-the-art Litra 165 Turbo-tog.[kilde mangler]
Efter privatiseringen af British Rail i 1996, fik stationen et endnu større boost, da Chiltern Railways overtog alle kørsler fra stationen. Chiltern-togene gjorde stationen til endestation for en ny InterCity-linje til Birmingham Snow Hill. For at klare Chiltern Railways' succes de seneste ti år og med stigende passagertal blev et ny perronspor (spor 6) indviet i maj 2006. Dette var en del af Chilterns projekt til £70 millioner, Evergreen 2. Spor 5 og det kortere spor 4 åbnede i september 2006. Overdækningen på perronerne ved spor 5 og 6 blev bygget i en stil, der minder om halvtaget på det oprindelige spor 4, der var nedrevet i 1980'erne. Desuden er der åbnet nye depotfaciliteter nær Wembley Stadium Station for at kompensere for lukningen af Marylebones sidespor, der gjorde plads til de nye perronspor. Nogle tog fra Marylebone bliver nu forlænget fra Birmingham til Kidderminster. I dag håndteres flere passagerer på Marylebone end de nationale tog gør på St Pancras.[kilde mangler]
I january 2006 blev det nye selskab Wrexham & Shropshire stiftet. I september 2007 fik selskabet tilladelse til at køre tog fra Wrexham (i Nordwales) via Shrewsbury, Telford og West Midlands til Marylebone, hvilke begyndte at køre i 2008. Dette genskabte forbindelsen fra London til Wrexham og Shropshire med fem returtoge per dag på hverdage. Dette blev reduceret til fire tog per dag i marts 2009. Denne betjening ophørte dog efter den sidste afgang den 28. januar 2011.
Hovedbanen fører ud af stationen mod nord, hvor den straks kører under Rossmore Road, over Regent's Canal, ind i en lang række cut-and-cover-tunneller, krydser LNWR-hovedbanen fra Euston i et højresving og senere drejes skarpt mod nordvest for at vise sig på sydsiden af West Hampstead jernbanekompleks.

### Fremtid
Chiltern Railways har en langsigtet ambition om at genåbne Great Central Main Line mellem Aylesbury og Rugby og, hvis det lykkedes, Leicester. Muligheden for at genåbne banen mellem Princes Risborough og Oxford er også blevet undersøgt, men afvist. Chiltern Railways har bekræftet, at i stedet for forbindelsen til Oxford, vil der blive bygget en kort forbindelse ved Bicester for at forbinde Chiltern Main Line med Varsity Line. I februar 2009 begyndte hørings- og planlægningsfaserne, med en fast forpligtelse om at holde projektet i gang på trods af økonomisk nedgang. I januar 2010 blev det offentliggjort at projektet bliver udført. Den offentlige høring forventes at nå en anbefaling på transport- og arbejdsforholdene og beslutningen træffes i 2011. Samtidig (2010–2013) vil strækningshastigheden fra Marylebone til Birmingham blive forøget: £250 millioner vil blive investeret i projektet.
I december 2008 blev der stillet forslag om direkte forbindelse mellem Aberystwyth i Midtwales og London, hvilket senest kørte i 1991, hvor Marylebone er foreslået som endestation i London. Arriva Trains Wales har foreslået kørsel to gange dagligt på WSMR-ruten, med forbindelse til Cambrian line ved Shrewsbury. Idéen blev dog droppet efter indsigelser fra Wrexham & Shropshire.
Der findes mulighed for i fremtiden at bygge en ny station på hovedbanen ud fra Marylebone. Der er i øjeblikket et stort mellemrum nord for Marylebone indtil togene når Wembley Stadium eller Harrow-on-the-Hill. Den nye station vil højst sandsynligt ligge ved West Hampstead. Dette vil skabe skiftemuligheder til Metropolitan line, der ligeledes har et stort mellemrum mellem stationerne. Dette vil dog teoretisk kræve en ændring i jernbaneloven, der forpligtede Great Central til ikke at konkurrere med Metropolitan ved at tilbyde skiftestationer. Til gengæld tillod the Met GCR at overskygge deres bane og bruge deres spor til kørsel indtil Marylebone.

### Betjening
Mandag-fredag (uden for myldretiden)
- 2 tog pr. time til/fra Aylesbury (via Amersham). Et tog hver time betjener ligeledes Aylesbury Vale Parkway.
- 2 tog pr. time til/fra Birmingham Snow Hill (hurtigt)
- 1 tog pr. time til/fra High Wycombe (langsomt)
- 1 tog pr. time til/fra Bicester North eller Stratford-upon-Avon (semi-hurtigt)
- 2 tog pr. time til Aylesbury (via Princes Risborough)
- 4 tog pr. dag til Kidderminster via Banbury og Birmingham Snow Hill

| Foregående station |  | National Rail                                              |  | Efterfølgende station |
| ------------------ |  | ---------------------------------------------------------- |  | --------------------- |
| Gerrards Cross     |  | Chiltern Railways Chiltern Main Line semi-hurtig betjening |  | Endestation           |
| Harrow-on-the-Hill |  | Chiltern Railways London - Aylesbury                       |  | Endestation           |
| Wembley stadium    |  | Chiltern Railways London - High Wycombe stoptog            |  | Endestation           |
| High Wycombe       |  | Chiltern Railways Chiltern Main Line hurtig betjening      |  | Endestation           |

### Stationsfaciliteter
Stationsforhallen indeholder et lille udvalgt af butikker, heriblandt Marks and Spencer, Burger King og WH Smiths. Der er også fire pengeautomater, en barber, en blomsterhandler og en pub, der hedder The Victoria & Albert. Stationens toiletter er for nylig blever renoveret, og pr. juli 2009 koster de 30p at benytte.

## London Underground
Underground-stationen er betjent af Bakerloo line. Den er mellem Baker Street og Edgware Road Stationer og ligger i takstzone 1. Adgang sker via rulletrapper fra fjerntogsstationens forhal, der også huser Underground-stationens billetkontor.
Sammenlignet med andre London-terminaler er fjerntogsstationens Underground-forbindelser ringe. Dette skyldes at fjerntogsstationen åbnede 36 år efter Metropolitan Railway konstruerede den første del, af hvad der nu er den nordlige del af Circle line, der passerer syd for stationen.
For de fjerntogspassagerer, der ønsker at benytte Circle, Hammersmith & City eller Metropolitan lines, er det oftest hurtigere at gå den korte tur til den nærliggende Baker Street Station, end at tage turen med Bakerloo line og skifte tog her, især da Bakerloo line-stationen her ligger dybere end Circle, Metropolitan og H&C lines.
Der er adgang til Underground-stationen gennem et separat sæt billetbomme fra hovedbaneperronerne.

### Historie
Underground-stationen blev åbnet den 27. marts 1907 af Baker Street and Waterloo Railway under navnet Great Central (efter en ændring fra det oprindeligt tilsigtede navn, Lisson Grove), og blev omdøbt til Marylebone den 15. april 1917. Det oprindelige navn fremstår stadig i vægmosaiken på perronerne, selv om flisemønstret er en erstatning, designet for at reflektere det originale mønster.
Den nuværende indgang åbnede i 1943 efter introduktionen af rulletrapper og krigsskader på den oprindelige stationsbygning, der stod vestpå, ved krydset mellem Harewood Avenue og Harewood Row. I denne bygningen, der var tegnet af Underground Electric Railways Company of London's arkitekt, Leslie Green, blev der benyttet elevatorer for at få adgang til perronerne. Bygningen blev revet ned i 1971 og på grunden er der i dag et lavprishotel.
| Foregående station                  |  | London Underground |  | Efterfølgende station             |
| ----------------------------------- |  | ------------------ |  | --------------------------------- |
| Edgware Roadmod Harrow & Wealdstone |  |                    |  | Baker Streetmod Elephant & Castle |

## Transportforbindelser
London buslinjer 2, 18, 27, 205, 453 og natlinje N18.

## Galleri
- Nordgående Bakerloo line perron set mod syd
- Sydgående Bakerloo line perron set mod nord
- Rondel på den sydgående Bakerloo line perron
- Dekorativ flisebelægning viser det oprindelige navn på Bakerloo line-stationen, Great Central. Dette er dog kun på den nordgående perron.

## I populærkulturen
- I 1964 blev flere scener i The Beatles-filmen En hård dags nat optaget på Marylebone Station.
- Station vises i en episode af Magnum, P.I., da serien var optaget omkring London.
- Station vises i åbningsscenen i 1965-filmen Lynaktion Ipcress.
- Station vises i BBC's spiondrama Spooks, sæson 4, episode 1. Manuskriptet lod som, at det var Paddington.
- Ligeledes var Marylebone stand-in som Paddington i TV-udgaven af Agatha Christies 4:50 fra Paddington fra 1987
- Stationen vises i den populære BBC-komedie Gavin & Stacey for nylig, vist som London Paddington.
- Stationen vises i Dempsey og Makepeace-episoden 'Judgement'.
- Stationen vises i sæsonafslutningen i sæson 2 af Under kitlen.
- Station blev benyttet som location for en episode af Peep Show sæson 4
- Stationen vises i Doctor Who-serien, Doctor Who and the Silurians.
- Stationen vises i en ITV-reklame for Europamesterskabet i fodbold 2008.
- Stationen vises i BBC's opdaterede Reggie Perrin-TV-serie som London Waterloo Station.
- Station er en ejendom i den britiske udgave af Monopoly-brætspillet.